# Cowgirls 'n Angels
Cowgirls 'n Angels (Brasil: Arena dos Sonhos ) é um filme infantil produzido nos Estados Unidos e lançado em 2012.